# 구산문
선종 구산(禪宗九山 · Nine Mountain Monasteries)은 남북국 시대의 신라 때부터 시작되어 고려 태조 때 완성된 불교 선종(禪宗)의 구산문(九山門)을 가리킨다.
중국에서 성행한 달마(達摩)의 선법(禪法)을 이어받아 한국 선종의 종풍(宗風)을 일으킨 아홉 산문을 가리키는 것으로, 가지산문 · 동리산문 · 봉림산문 · 사굴산문 · 사자산문 · 성주산문 · 수미산문 · 실상산문 · 희양산문이다.
이후 이들 9산문은 선적종(禪寂宗)에 속하게 되며 의천(義天)이 만든 선종 천태종(天台宗)에 대립하였다가 조계종(曹溪宗)으로 개칭되어 선종 2종파 중의 하나가 되었다.

## 구산문
선종의 9산은 다음과 같다.
1. 가지산문(迦智山門)
설악산에서 도의(道義: d. 825)와 염거(廉居 ?-844)의 법을 배운 제자 체징(體澄: 804-890)이 837년에 당에 건너갔으나 실망하고 840년에 신라로 돌아와서 장흥의 가지산(迦智山)에서 보림사(寶林寺)를 창건하고 도의의 종풍을 떨쳤다. 이로써 선종 9산의 일파로 가지산문이 최초로 성립되었다.
2. 실상산문(實相山門)
홍척(洪陟: fl. 830)이 당의 지장(智藏: 735-814)에게서 배워와(826) 남원의 지리산 실상사(實相寺)에서 실상산문을 열었다.
3. 희양산문(曦陽山門)
도헌(道憲: 824-882)은 준범(遵範) · 혜은(慧隱)의 법맥을 받아와 문경의 봉암사(鳳岩寺)에서 희양산문을 열었다. 도헌의 법손 정진대사(靜眞大師) 긍양(兢讓, 878-956) 대에 이르러 실질적인 산문의 형태를 띠게 된 것으로 봐서(935, 태조18년) 희양산문의 개산을 마지막으로 9산 선문이 정립된 것으로 보기도 한다.
4. 봉림산문(鳳林山門)
현욱(玄昱: 787-868) · 심희(審希: 856-923) 등에 의해 창원의 봉림사(鳳林寺)에서 봉림산문이 형성되었다.
5. 동리산문(桐裡山門)
혜철(惠哲: 785-861)에 의해 곡성의 태안사(泰安寺)에서 동리산문이 형성되었다.
6. 성주산문(聖住山門)
무염(無染: 800-888)에 의해 보령의 성주사(聖住寺)에서 성주산문이 형성되었다.
7. 사자산문(獅子山門)
도윤(道允: 798-868) · 절중(折中)에 의해 영월의 흥령사(興寧寺)에서 사자산문이 형성되었다.
8. 사굴산문(闍崛山門)
범일(梵日: 810-889)에 의해 강릉의 굴산사(崛山寺)에서 사굴산문이 형성되었다. 사굴산문은 도굴산문이라고도 한다. 이로써 신라말에 8산이 형성되었다.
9. 수미산문(須彌山門)
이엄(利嚴: 869-936)에 의해 고려초에 해주의 광조사(廣照寺)에서 수미산문이 열려서 9산 선문이 정립되었다.

## 역사

#### 신라 말기의 선종의 전래
35대 경덕왕(재위 742∼765) 때에까지 활발했던 신라 불교는 그 후 점점 침체되어 갔다. 이 무렵에 직절 간명한 선(禪)불교가 중국에서 들어오게 되었다. 이 새로운 선풍(禪風)은 중국에서 달마 이래 종풍이 확립되어 독특한 선종(禪宗)으로 성립 · 발전된 것이다. 중국의 선종이 6조(六祖) 혜능(慧能)에 이르러 남북으로 나뉘면서 그 기세가 극성할 무렵 신라 학승들이 선법을 배워왔다. 북선(北禪)은 흔적만 남을 정도로 미미했지만, 6조 혜능의 남선(南禪)은 크게 일어나 신라의 선종을 형성하기에 이르렀다. 그러므로 한국에 전해진 선법은 6조 혜능의 법손들에 의해서라고 할 수 있다. 그 첫 전법자가 도의(道義)이다. 그는 선덕왕(宣德王) 5년(784)에 당으로 가서 마조(馬祖) 도일(道一)의 고제자 서당(西堂) 지장(智藏)에게서 법을 얻고 현덕왕 23년(831)에 귀국, 선법을 일으키고자 했으나 신라에서는 그것을 이해하지 못하고 오히려 마설(魔說)이라고 거부했다. 그래서 도의는 설악산에 은거, 그 법을 제자 염거(廉居)에게 전하니 염거는 다시 체징(體澄, 804∼880)에게 법을 전했다. 이렇게 해서 9산선문(九山禪門)이 이루어지기 시작했다.

#### 고려 전기의 선종 구산의 완성
고려 태조는 불교를 외호하는 데 있어서 종파에 차별을 두지는 않았으나, 자신의 무인적인 성격에서 자연 선종을 좋아하여 선승(禪僧)에게 귀의, 왕사(王師)와 국사(國師) 제도는 이때부터 시작됐다. 958년에 관리등용을 위해 과거제도를 쓴 데에 견주어, 승려의 위계질서를 가리려고 승과(僧科)를 설치했다. 이것은 승려를 존경하는 것 같으면서도 한편 그들을 통제하려는 의도였던 것이다. 신라 말기에 형성되기 시작한 9산선문은 고려에 와서 이엄(利嚴, 866∼932)의 수미산파의 성립으로 마침내 완성되었다고 볼 수 있다.

#### 고려 중기의 선종의 부진
성종 구산의 성립에 따른 선법의 영향으로 여러 종파의 교학이 빛을 잃은 듯했으나 화엄교학만은 그 세력을 잃지 않았다. 남북국 시대에 의상이 화엄을 널리 펼친 이래 끊임없이 연구되어 고려에 계승되었다. 화엄교학은 고려조 전체를 통해 선종이나 교종을 막론하고 널리 연구되었던 것이다. 그것은 대승보살의 실천적 행동을 강조한 사상이었기 때문이다. 고려시대에는 왕자들의 출가가 많았는데, 의천(義天: 대각국사(大覺國師), 1055∼1101)은 문종의 제4왕자로 11세에 출가, 영통사의 왕사 난원(爛圓)에게서 화엄을 배웠다. 그는 송(宋)에도 유학하였으며, 그때 천태학(天台學)을 전수받고 귀국 후에는 천태교관(敎觀)을 널리 강설했다. 그는 또 교장도감을 설치, 국내외의 논저(論著)를 널리 수집하여 속장경(續藏經)을 출판했다. 고려는 초기부터 선(禪)이 성하였으나 천태교학이 들어온 뒤부터 중기에는 재래의 선종은 심히 부진하게 되었다.

#### 고려 후기의 선종의 중흥과 조계종의 성립
천태교학이 들어온 뒤부터 고려 중기에는 선종은 심히 부진하였다. 이때 고승 지눌(知訥, 1158∼1210)이 나와 조계선종의 중흥을 이루었다. 많은 선승이 끊이지 않고 배출되어 고려불교의 후기는 선종 일색이 되었는데, 지눌은 9산선문의 교리를 종합하여 한국 불교의 정통인 조계종을 확립하기에 이르렀다.

## 참고 문헌
- 이 문서에는 다음커뮤니케이션(현 카카오)에서 GFDL 또는 CC-SA 라이선스로 배포한 글로벌 세계대백과사전의 내용을 기초로 작성된 글이 포함되어 있습니다.